# Јужна Доња Калифорнија
Јужна Доња Калифорнија (шп. Estado de Baja California Sur), држава је Мексика.
Налази се на северозападу земље, на обали Тихог океана и чини јужни део полуострва Калифорнија. На северу се граничи са државом Доња Калифорнија. 
Главни град Јужне Доње Калифорније је Ла Паз.
Држава је основана 1974.
Има површину од 73.475 km² и око 512.000 становника. 
На полуострву Доња Калифорнија могу се видети необичне стене и пећине, које су последица вулканског порекла полуострва. 
Климатски, ово је једно од најсушнијих подручја на свету.

## Становништво
| 1990.   | 1995.   | 2000.   | 2005.   | 2010.   |
| ------- | ------- | ------- | ------- | ------- |
| 317 764 | 375 494 | 424 041 | 512 170 | 637 026 |